# Xyris lacera
Xyris lacera är en gräsväxtart som beskrevs av Robert Brown. Xyris lacera ingår i släktet Xyris och familjen Xyridaceae. Inga underarter finns listade i Catalogue of Life.